# Pennellia
Pennellia es un género de plantas fanerógamas de la familia Brassicaceae. Comprende 16 especies descritas y de estas, solo 9 aceptadas.

## Taxonomía
El género fue descrito por Julius Aloysius Arthur Nieuwland y publicado en American Midland Naturalist 5(11): 224. 1918. La especie tipo es: Pennellia longifolia (Benth.) Rollins	

## Especies aceptadas
A continuación se brinda un listado de las especies del género Pennellia aceptadas hasta octubre de 2014, ordenadas alfabéticamente. Para cada una se indica el nombre binomial seguido del autor, abreviado según las convenciones y usos.	
- Pennellia boliviensis (Muschl.) Al-Shehbaz
- Pennellia brachycarpa Beilstein & Al-Shehbaz
- Pennellia lasiocalycina (O.E. Schulz) Rollins
- Pennellia lechleri (E. Fourn.) Al-Shehbaz & C.D. Bailey
- Pennellia longifolia (Benth.) Rollins
- Pennellia micrantha (A. Gray) Nieuwl.
- Pennellia microsperma (Rollins) R.A. Price, C.D. Bailey & Al-Shehbaz
- Pennellia parvifolia (Phil.) Al-Shehbaz & C.D. Bailey
- Pennellia patens (O.E. Schulz) Rollins